# Наталі Браун
Наталі Браун (17 травня 1973 , Тіммінс )  — канадська актриса та модель.

## Кар'єра
У 16-річному віці Наталі Браун запустила свою першу друковану кампанію для Bonne Bell, а також для Heinz Ketchup. Вона також була моделлю для Noxema та Max Factor і вивчала образотворче мистецтво в Йоркському університеті .
Браун зіграла агента талантів Софі Паркер у телевізійному ситкомі «Софі», який йшов два сезони, і скорботну матір Керол Хеплін у шести з восьми епізодів серіалу ABC « Щасливе місто». Також вона грала різні ролі в таких фільмах: Регенезис, Голий Джош, Мутанти X, Zoe Busiek: Wild Card, Щось під, Світанок мерців, Ласкаво просимо до Мосепорта, Як позбутися хлопця за 10 днів, MTV Undressed, Трекер, Flashpoint, Темна матерія та Штам . В оригінальному фільмі Hallmark 2016 року For Love & Honor Браун грає декана військового закладу освіти.
Наталі Браун також відома в Канаді своєю участю в телевізійних рекламних роликах, зокрема для Бейліс, Salon Selectives, Canada Post та Yoplait .

## Фільмографія

### Фільми
| Рік      | Назва                                  | Роль               | Примітки               |
| -------- | -------------------------------------- | ------------------ | ---------------------- |
| 1997 рік | Тут вмирає інший день                  | Дівчина № 2        |                        |
| 2003 рік | Як втратити хлопця за 10 днів          | Пані. Сойєр        |                        |
| 2004 рік | Ласкаво просимо до Mooseport           | Лорі Сміт          |                        |
| 2004 рік | Світанок мертвих                       | Репортер CDC       |                        |
| 2006 рік | The Last Sect                          | Сідней Сент-Джеймс |                        |
| 2006 рік | Не гарно, справді                      | Красива Людина     | Короткометражний фільм |
| 2008 рік | Бачив В                                | Хізер Міллер       | Сцени видалено         |
| 2008 рік | The Cello                              | Клод               | Короткометражний фільм |
| 2010 рік | The Conversation                       | Її                 | Короткометражний фільм |
| 2011 рік | Консультування                         | Саша               | Короткометражний фільм |
| 2011 рік | Екстаз Ірвіна Уелша                    | Марі               |                        |
| 2012 рік | Маленький брат                         | Джейн Відал        | Короткометражний фільм |
| 2013 рік | Примус                                 | Ребекка            |                        |
| 2013 рік | Домашні речі                           | актриса            | Короткометражний фільм |
| 2014 рік | Hit Men                                | Флоренція          | Короткометражний фільм |
| 2015 рік | Друзі, як ми                           | Мері               | Короткометражний фільм |
| 2015 рік | Як влаштувати оргію в маленькому місті | Анна               |                        |
| 2017 рік | XX                                     | Сьюзан Джейкобс    | Сегмент " Коробка ".   |
| 2017 рік | Біла ніч                               | Стейсі             |                        |
| 2017 рік | Кров'яний мед                          | Наталі Хіт         |                        |
| 2018 рік | Корона і якір                          | Джессіка           |                        |
| 2018 рік | Контроль ушкодження                    | Наталі             | Короткометражний фільм |
| 2019 рік | Канадський штам                        | Валері             |                        |
| 2022 рік | Ашгів                                  | Семмі              |                        |

### Телесеріали
| Рік            | Назва                                                    | Роль                        | Примітки                                                   |
| -------------- | -------------------------------------------------------- | --------------------------- | ---------------------------------------------------------- |
| 1998–1999      | Міфічні воїни                                            | Аталанта (голос)            | Повторювана роль (4 епізоди)                               |
| 2001 рік       | Трекер                                                   | Пегі                        | Епізод: «Чума»                                             |
| 2002 рік       | Мутанти X                                                | Секретар                    | Епізод: «No Man Left Behind»                               |
| 2002 рік       | Роздягнений                                              | Бріанна                     | Серіал (6 сезон)                                           |
| 2003 рік       | 72 години: Справжній злочин                              | Дружина Ніла                | Епізод: «Злочин на ґрунті ненависті»                       |
| 2003 рік       | The Crooked E: The Unhredded Truth About Enron           | Амбер Сен-П'єр (Міс Ейпріл) | телефільм                                                  |
| 2003 рік       | Сью Томас: F.B.Eye                                       | Еллі                        | Епізоди: «Блудний батько», «Він повторив, вона сказала»    |
| 2003 рік       | "Відсутній"                                              | Деніз Вітмор                | Епізод: «72 години на вбивство»                            |
| 2004 рік       | Wild Card                                                | Віра                        | Епізод: «Bada Bing, Bada Busiek»                           |
| 2005 рік       | Нахил                                                    | Офіціантка                  | Епізод: «Річка»                                            |
| 2005 рік       | Спуск                                                    | Джен                        | телефільм                                                  |
| 2005 рік       | Голий Джош                                               | Ліза                        | Епізод: «The Thrill of the Chase»                          |
| 2006 рік       | 10.5: Апокаліпсис                                        | Паула                       | Міні-серіал                                                |
| 2006 рік       | Чорний вдівець                                           | Саундра Амос                | телефільм                                                  |
| 2006 рік       | Регенезис                                                | Хільда                      | Епізод: «Ген у пляшці»                                     |
| 2006 рік       | Колиска брехні                                           | Мішель Фокс                 | телефільм                                                  |
| 2007 рік       | Гнів землі                                               | Халі Спенс                  | телефільм                                                  |
| 2007 рік       | I Me Wed                                                 | Марла                       | телефільм                                                  |
| 2007 рік       | Десять секунд                                            | Емма Паркс                  | Телевізор короткий                                         |
| 2008 рік       | Справжнє місце злочину                                   | Сьюзан Хейс                 | Епізод: «Правосуддя-втікач»                                |
| 2008 рік       | Тестовані                                                | Джанет Паркер               | Епізод: «Ананасовий шампунь»                               |
| 2008–2009 роки | Софі                                                     | Софі Паркер                 | Головна роль (32 епізоди)                                  |
| 2009 рік       | The побачення з хлопцем                                  | Marie Claire (голос)        | Епізод: «Boner Donor»                                      |
| 2010 рік       | Таємниці острова тіней: Весілля для одного               | Моніка Джонсон              | Телевізійний фільм (серіал фільмів Hallmark)               |
| 2010 рік       | Щасливе місто                                            | Керол Хеплін                | Повторювана роль (6 епізодів)                              |
| 2010 рік       | Fairfield Road                                           | Венді Грінхілл              | телефільм                                                  |
| 2010 рік       | Таємні справи                                            | Патриція Рідлі              | Епізод: «Я не можу кинути тебе, крихітко»                  |
| 2010 рік       | [[Останнє Різдво {{{last}}}\|Останнє Різдво {{{last}}}]] | Моніка                      | телефільм                                                  |
| 2010 рік       | "Скасувати Різдво"                                       | Дженні Клеймор              | телефільм                                                  |
| 2011 рік       | Точка спалаху                                            | Дет. Веселий Даннер         | Епізод: «Я б зробив усе»                                   |
| 2011 рік       | Скіни                                                    | Леслі Кемпбелл              | Епізоди: «Кеді», «Стенлі»                                  |
| 2011 рік       | Проти стіни                                              | Доктор Тріш Олександр       | Епізод: «Одержима і небажана»                              |
| 2011 рік       | Загублена дівчина                                        | Сабіна Перселл              | Епізод: «Я бився з фей (і фейрі перемогли)»                |
| 2012 рік       | Comedy Bar                                               | Сандра Шериф / Сара Шериф   | Повторювана роль (5 епізодів)                              |
| 2012 рік       | Республіка Дойла                                         | Джессіка Кроулі             | Епізод: «Шкільна конфіденційність»                         |
| 2012 рік       | Бути людиною                                             | Юлія                        | Повторювана роль (6 епізодів)                              |
| 2012 рік       | Кіберсталкер                                             | Джил Гаше                   | телефільм                                                  |
| 2013 рік       | Сонце, що вибухає                                        | Шеріл Вінкрофт              | телефільм                                                  |
| 2013 рік       | Будь моїм Валентином                                     | Кейт                        | телефільм                                                  |
| 2013 рік       | The Пастка для сурогатного материнства                   | Еллісон                     | телефільм                                                  |
| 2013 рік       | Зламаний                                                 | Детектив Рейчел Фентон      | Повторювана роль (7 епізодів)                              |
| 2014 рік       | Даркнет                                                  | Барбара                     | Епізод: «Darknet 2»                                        |
| 2014 рік       | Той, хто читає думки                                     | Доктор Мелорі Кеслер        | Епізод: «Людина в дзеркалі»                                |
| 2014 рік       | Вкушений                                                 | Діана МакАдамс              | Повторювана роль (сезони 1–2)                              |
| 2014–2017 роки | The Strain                                               | Келлі Гудвезер              | Головна роль                                               |
| 2015-2017 роки | Темна матерія                                            | Сара                        | Повторювана роль (11 епізодів; 3 не в титрах, лише 1 титр) |
| 2015 рік       | Я — зомбі                                                | Ума Восс                    | Епізод: «The Hurt Stalker»                                 |
| 2016 рік       | Приватні очі                                             | Вероніка                    | Епізод: «Партнери по злочину»                              |
| 2016 рік       | За любов і честь                                         | Керолайн Фостер             | телефільм                                                  |
| 2016 рік       | Channel Zero: Candle Cove                                | Джессіка Йолен              | Головна роль (6 серій)                                     |
| 2018 рік       | Шиттс-Крік                                               | Хізер Ворнер                | Епізод: «RIP Moira Rose»                                   |
| 2018 рік       | Переправа                                                | Мер Ванесса Конвей          | Епізоди: «Деякі мрійники золотого сну», «Довге завтра»     |
| 2018 рік       | Джек Раян                                                | Ребекка                     | Повторювана роль                                           |
| 2018 рік       | Таємниці Френкі Дрейка                                   | Бессі Старкман              | Повторювана роль                                           |
| 2019 рік       | Викуп                                                    | Кейт Барретт                | Повторювана роль (сезон 3)                                 |
| 2020 рік       | Простір                                                  | Рона                        | Епізоди: «Gaugamela», «Down and Out»                       |
| 2021 рік       | Hudson &amp; Рекс                                        | Джулія Тілман               | Епізод: «Рекс мітить місце»                                |

### Відеогра
| Рік      | Назва     | Роль     | Примітки |
| -------- | --------- | -------- | -------- |
| 2012 рік | Far Cry 3 | Дейзі Лі | (голос)  |

## Нагороди та номінації
| Рік      | Нагорода                               | Категорія                                                         | Номінована робота                      | Результат | Пос.  |
| -------- | -------------------------------------- | ----------------------------------------------------------------- | -------------------------------------- | --------- | ----- |
| 2008 рік | Геміні                                 | Найкраща індивідуальна гра в комедійній програмі чи телесеріалі   | Софі                                   | Номінація | [ 4 ] |
| 2016 рік | Фестиваль канадських кінематографістів | Найкраща колективна гра (спільно всі учасники акторського складу) | Як спланувати оргію в маленькому місті | Перемога  |       |
| 2016 рік | Премія «Золотий клен».                 | Найкраща жіноча роль у телесеріалі, що транслюється в США         | Штам                                   | Перемога  | [ 5 ] |